# Villaverde de Medina
Villaverde de Medina is een gemeente in de Spaanse provincie Valladolid in de regio Castilië en León met een oppervlakte van 58,20 km². Villaverde de Medina telt 514 inwoners (1 januari 2016).

## Demografische ontwikkeling
Bron: INE, 1857-2011: volkstellingen
Opm.: In 1857 werden de gemeenten Carrión y Dueñas, Carrioncillo en Romaquitardo aangehecht